# 阿勒尔河畔费尔登
阿勒尔河畔费尔登（德語：Verden (Aller)），简称费尔登（德語：Verden，發音：[ˈfeːɐ̯dn̩] ⓘ），是德国下萨克森州费尔登县的城市，也是费尔登县的县治，面积71.7平方千米，2023年12月31日人口为28,453人。

## 友好城市
阿勒尔河畔费尔登与以下城市结为友好城市：
- 俄羅斯 巴格拉季奧諾夫斯克
- 波蘭 巴爾托希采縣
- 波蘭 古羅沃伊瓦韋茨凱
- 波蘭 古罗沃伊瓦韦茨凯乡（英语：Gmina Górowo Iławeckie）
- 德国 哈弗尔贝格
- 法國 索米尔
- 英格兰 華威
- 波蘭 綠山城